# Copicucullia adopitna
Copicucullia adopitna là một loài bướm đêm trong họ Noctuidae.